# Jan Tullemans
Jan Tullemans (Weert, 27 december 1924 - aldaar overleden 27 februari 2011) was een Nederlands kunstschilder.  Zijn werk kan het best gekarakteriseerd worden als expressionistisch.
Naast een actief leven als schilder en docent schilderen op de academie voor industriële vormgeving te Eindhoven, leverde hij een belangrijke bijdrage aan de ontwikkeling van het culturele klimaat in Weert. Hiervoor ontving hij in 1989 de penning van verdiensten van de gemeente Weert en werd hij in 2000 benoemd tot ridder in de orde van Oranje Nassau. Tullemans werd 86 jaar.

## Loopbaan
- 1944: schilderlessen beeldend instituut Roermond
- 1946: onderwijsdiploma kweekschool Roermond
- 1947: onderwijzer lagere school Laar, Weert
- 1953: tekenlessen bij Piet Schoenmakers, Roermond
- 1958: diploma Jan van Eyck Academie (met onderscheiding)
- 1960: tekenleraar in deeltijd huishoudschool Nederweert
- 1973: docent schilderen aan de school voor industriële vormgeving in Eindhoven
- 1989: penning van verdiensten gemeente Weert
- 2000: ridder in de orde van Oranje Nassau

## Publicaties
- 1990: Jan Tullemans; uitgave stichting Jan Tullemans
- 2006: Zelfportret door een ander; uitgave gemeentemuseum Weert, met inleiding en tekst van Ruud Schenk
- 2009: Nooit meer jezelf zijn; uitgave vrienden van het gemeentemuseum Weert. Schilderijen naar aanleiding van het overlijden van zijn vrouw als gevolg van dementie.
- 2010: Vrouwelijk Schoon; uitgave naar aanleiding van expositie vrouwelijk schoon. Realisatie Ton Wijnhoven